# Patria XA-188 GVV

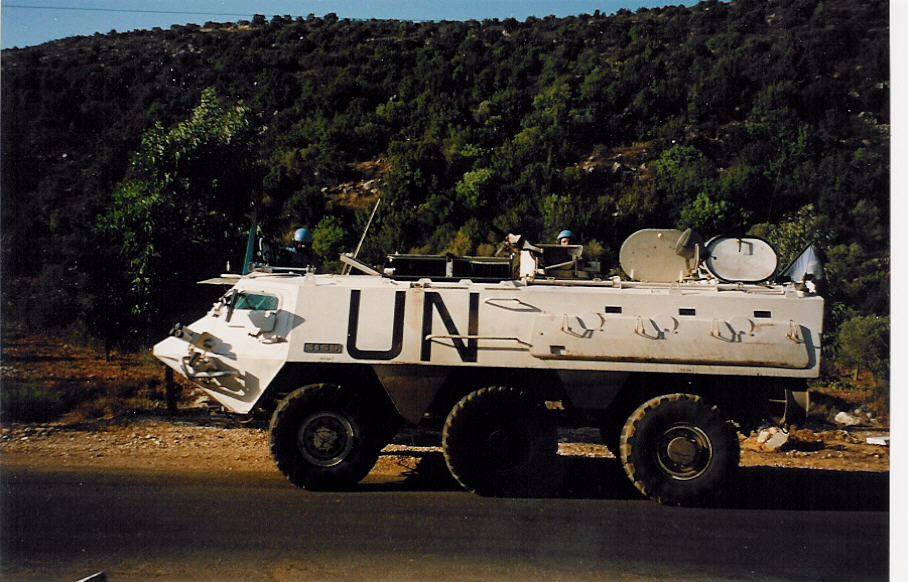
De XA-180, hier in Libanon

De Patria XA-188 GVV is een bewapende 6x6 pantserwagen van Finse makelij, speciaal gefabriceerd voor de Nederlandse krijgsmacht. Dit pantserwagentype maakt deel uit van een serie die door diverse andere krijgsmachten wordt gebruikt. De XA-188 is geschikt om als pantserinfanterievoertuig manschappen zowel als materieel te vervoeren over diverse soorten terrein en is aangeschaft voor vredesmissies.

## Ontwikkelingsgeschiedenis van de Pasi-serie
Het type werd tussen 1980 en 1983 ontwikkeld door het bedrijf Sisu als de XA-180. Op 22 december 1983 werden de eerste 59 voertuigen door het Finse leger besteld als vervanging van de Sovjet BTR-60, waarvan negen om vredestaken te vervullen. Het type werd toen de Pasi genoemd, naar Panssari Sisu, gepantserde Sisu. Later nam het bedrijf Patria de productie over.
Uit de oorspronkelijke XA-180 zijn verschillende varianten en versies ontwikkeld, waaronder de XA-185 met een sterkere motor en transmissie en de XA-200 waarbij de bepantsering van 12 mm maximaal, aanzienlijk versterkt werd. Gebruikers zijn, naast Finland (573 in 2006), Noorwegen (50), Zweden (200), Estland (60), Ghana (bruikleen in UNIFIL-verband), Ierland (2) en Nederland.

## XA-188
Nederland heeft in 1996 negentig Finse voertuigen besteld als XA-188; deze zijn qua bepantsering minimaal op de XA-200-standaard gebracht. De eerste 24 werden in 1998 geleverd — de officiële ontvangst van het "eerste" voertuig was op 24 oktober — de rest in 1999. Zeventig werden gebruikt door de Koninklijke Landmacht en twintig door het Korps Mariniers. Daaronder bevindt zich ook een ambulancevariant: de XA-188 GWT (Gewondentransport). Daarnaast is er een commando- en bergingsvariant.
De oorspronkelijke bestelling kostte 82 miljoen dollar. Per voertuig was in 2007 € 1,9 miljoen uitgegeven aan aanschaf- en verbeteringskosten.

## Beschrijving
De XA-188 is 752 centimeter lang, 293 cm breed en het bovendek ligt op een hoogte van 244 cm; een draadsnijder die aan de voorkant schuin naar boven uitsteekt, vormt het hoogste punt met 329 centimeter.
De Nederlandse XA-188 kan zeven manschappen vervoeren - aanzienlijk minder dan de oorspronkelijke Finse configuratie waarin plaats is voor achttien manschappen; de mariniersversie heeft standaard slechts vijf manschappen. De GWT kan drie gewonden vervoeren. Daarnaast zijn er drie bemanningsleden: chauffeur, commandant en boordschutter (of een verpleegkundige in het geval van de GWT). De bemanningsleden bevinden zich in een bestuurderscabine voor in het voertuig met zijdeuren en bovenluiken; de manschappenruimte zit achterin en is toegankelijk via twee grote klapdeuren aan de achterzijde; daarnaast zijn er ook hier bovenluiken. De cabine is voorzien van twee FM9000 en een HF Harris radiosets en is uitgerust met gps- en satellietcommunicatie-apparatuur. Het voertuig is zeer klimaatbestendig in zowel erg koud als warm weer, tussen minus en plus 50°C — een uitvloeisel van de Finse herkomst — en ook de bemanning kan in extreme externe temperatuuromstandigheden inzetbaar blijven door een goede airconditioning.
Hoewel het voertuig het meest geschikt is om patrouilles te rijden over verharde wegen — het is als pantserwagen in die functie veel goedkoper en betrouwbaarder dan een rupsvoertuig — is het ook mogelijk om het in te zetten voor kortere afstand over onverharde wegen en open terrein. De motor, een Valmet 612 DWI 7400 cc zescilinder turbodiesel van 275 pk, bevindt zich achter de besturingsruimte. Rechts naast het motorcompartiment is een verbindingsgangetje tussen de cabine en de manschappenruimte. De maximumsnelheid bedraagt 95 kilometer per uur. Het voertuig heeft een waadvermogen van anderhalve meter — de zwaardere XA-188 is niet amfibisch in tegenstelling tot de XA-185 — en een klimvermogen van 60%. Een brandstoftank van 270 liter maakt een rijbereik mogelijk van een kleine achthonderd kilometer. De draaicirkel is twintig meter.
Van binnenuit de cabine is de aanwezige bewapening te bedienen, die bestaat uit het Browning 0.50 inch machinegeweer of de 7,62 mm MAG. Het wapen bevindt zich midden op het voertuig en is ook direct te bedienen door de boordschutter in een gevechtspositie aan de voorkant van de manschappenruimte; zijn luik heeft verschillende episcopen en rookbushouders. De drie geschutspoortjes per zijkant voor de individuele wapens van de manschappen, die de XA-185 nog had, zijn bij de XA-188 verdwenen.
De pantserwagen heeft een vrij lichte bescherming; de kogelvrije ramen kunnen worden beschermd met pantserluiken. De pantsering kan rondom inslagen van 14,5mm AP (armoured piercing) munitie weerstaan; de XA-185 was aan de zijkanten niet eens volledig beschermd tegen 7,62mm munitie. Het leeggewicht van de XA-188 was oorspronkelijk 17,4 ton. Ter bescherming tegen splinters die door inslaande projectielen van het hoofdpantser kunnen worden geslagen is er een spall-liner aan de binnenwanden aangebracht bestaande uit aramide CETEXr-platen van Ten Cate Advanced Composites. Doordat het gevaarlijkste effect van een holle ladingskop bestaat uit dit soort metaaldeeltjes, biedt dit systeem ook een zekere bescherming tegen lichte antitankwapens. Als gevolg van de toepassing van deze platen nam het leeggewicht toe tot zo'n twintig ton; het beladen gewicht ligt op zo'n 23 ton, ruim zes ton hoger dan bij de XA-180. Door een extra verstevigd assenstelsel en verzwaarde velgen is het voertuig in staat om nog een tijd door te rijden na het lekschieten van de "slagvaste" banden zodat de bemanning zich ermee in veiligheid kan brengen; de maximumsnelheid is dan 40 kilometer per uur.
Het type is wat minder kwetsbaar voor mijnen dan rupsvoertuigen door de lage bodemdruk van de wielen en de vrij grote bodemvrijheid. De bodem is daarbij wat afgeschuind om de explosiekracht af te buigen en de manschappenruimte is ook van onder door een tussenliggende plaat beschermd.

## Operationele Geschiedenis
Het voertuig was in het leger het eerst in dienst bij de 11 Luchtmobiele Brigade en werd verder gebruikt in de acties in Afghanistan in de provincie Uruzgan.
Nederland heeft het voertuig ingezet bij buitenlandse operaties met een lage gevechtsintensiteit zoals vredesmissies en pacificatiecampagnes. Ook de mariniersvoertuigen hebben primair deze taak. De afkorting GVV is een generiek term voor een Gepantserd Voertuig voor Vredesoperaties. De benaming beklemtoont dus de niet-offensieve taak; ook bepaalde eigenschappen van het voertuig passen in dit beeld: de bewapening is beperkt; de extra bepantsering is op een onopvallende manier aangebracht zodat bewoners van een gebied waar de patrouilles gedaan worden niet de indruk krijgen dat er een strijd aan de gang is. Bovendien is de isolatie van het motorgedeelte goed zodat het voertuig betrekkelijk stil is en ook hierdoor geen agressieve indruk maakt op de plaatselijke bevolking.
Bij de operatie in Afghanistan viel op 6 april 2007 een dode, sergeant Robert Donkers, toen een Patria omsloeg door een wegverzakking. Enkele Patria's zijn door bermbommen beschadigd. Op 7 juni 2009 is een Patria onherstelbaar beschadigd geraakt door een bermbom in Uruzgan, hierbij vielen drie gewonden waaronder één zwaargewonde. De Patria blijkt in Afghanistan veel last te hebben van stof; de bescherming tegen bermbommen en mijnen wordt als onvoldoende beschouwd, daarom is er een steviger voertuig in dienst genomen: de Australische Bushmaster. Nederland verkocht de voertuigen in augustus 2010 voor ruim € 19 miljoen aan Estland, een aantal hiervan zijn door Estse troepen in Afghanistan gebruikt.